# المتشددون (كتاب)
المتشددون..منهجهم ومناقشة أهم أفكارهم هو عنوان كتاب صدر عام 2011، ألّفه مفتي الديار المصرية علي جمعة، عرض جمعة في الكتاب جملة من أفكار جماعة السلفية، واعتبر أن من يتّبع هذه الأفكار هم متشددون، وأن السلفيين هم عائق حقيقي لتقدم المسلمين وحائل دون الإصلاح، كما أكد علي جمعة في هذا الكتاب على أن مصطلح السلفية أسيئ فهمه، وأن ثمة فارق بين السلف الصالح وضرورة اتباعهم وبين من يسمون أنفسهم بالسلفية، حيث نفى جمعة وجود أي صلة بين عصر السلف الصالح وبين من يطلقون على أنفسهم تسمية السلفية، واتهم المؤلف السلفيين بالتكبر واحتقار الآخر، كما اتهمهم بتشويه صورة الإسلام، عرض جمعة في الكتاب 17 مسألة يعتمدها السلفييون في مذهبهم، حيث اعتبرهم مخطئين تمامًا فيها، كما تهكّم على ما اعتبره تمسكًا من قبل السلفيين بالمظاهر دون الاهتمام بالموضوعية.